# Єрґ Зіберт
Єрґ Зіберт (нім. Jörg Siebert, 2 квітня 1944) — німецький академічний веслувальник.
Олімпійський чемпіон 1968 року в складі вісімки.
Чемпіон Європи 1967 року в складі вісімки.